# Le Clat
Le Clat – miejscowość i gmina we Francji, w regionie Oksytania, w departamencie Aude. Przez gminę przepływa rzeka Aude. 
Według danych na rok 1990 gminę zamieszkiwały 43 osoby, a gęstość zaludnienia wynosiła 4 osoby/km² (wśród 1545 gmin Langwedocji-Roussillon Le Clat plasuje się na 857. miejscu pod względem liczby ludności, natomiast pod względem powierzchni na miejscu 712.).